# 太平洋狗母魚
太平洋狗母鱼（學名：Synodus pacificus），又稱亞米茄狗母魚，为輻鰭魚綱仙女魚目狗母魚科狗母魚属的物種。模式標本產地為台灣西南海域蚵仔寮地區。分布于太平洋區，包含台灣、菲律賓及新克里多尼亞等海域，棲息深度100-270公尺，體長可達15.2公分，為底棲性魚類，生活在沙底質海域，屬肉食性，生活習性不明，經濟價值不高，偶見於魚市場下雜魚堆中。